# Augusto Fantozzi
Augusto Fantozzi (Roma, 24 giugno 1940 – Roma, 13 luglio 2019) è stato un politico italiano, Ministro delle finanze dal 1995 al 1996, Ministro del bilancio e della programmazione economica ad interim dal gennaio al febbraio 1996 e Ministro del commercio con l'estero dal 1996 al 1998.

## Biografia
Nato a Roma, originario di Soriano nel Cimino in provincia di Viterbo, Augusto Fantozzi si è laureato in giurisprudenza presso l'Università degli Studi di Roma "La Sapienza" nel 1963.
È stato professore ordinario di diritto tributario presso la Luiss Guido Carli oltreché nell'ateneo di provenienza. Numerosi comunque sono i suoi incarichi accademici: docente straordinario di diritto tributario a Perugia dal 1971 e sempre a Roma (ma nella facoltà di scienze politiche) dal 1974.
Dal 1979 è ordinario di diritto tributario presso la Facoltà di Economia e Commercio e dal 1980 presso la Facoltà di Giurisprudenza della stessa Università. Avvocato cassazionista, è stato membro della Consulta della Città del Vaticano e Presidente del Comitato scientifico permanente dell'International Fiscal Association fino al 1995.
Dal 26 maggio 2010 fino alla sua morte è stato presidente di Sisal Holding Finanziaria e di SISAL S.p.A.
In un documento sulle dichiarazioni patrimoniali e reddituali rese dai titolari di cariche elettive e direttive di alcuni enti, a cura della Presidenza del Consiglio dei Ministri ai sensi dell'art. 12 della legge 5 luglio 1982 n. 441, risulta che il manager vanti per il 2010, redditi annui pari a 3686272 €.
Il suo nome torna alla ribalta delle cronache nel settembre 2017, in occasione di alcune indagini condotte dalla procura della Repubblica di Firenze relative a presunti concorsi truccati nelle università italiane, concluse con una generale archiviazione.
È stato rettore dell'Università degli Studi Giustino Fortunato di Benevento dal 2009 al 2018.
Muore a Roma il 13 luglio 2019 all'età di 79 anni.

## Attività politica

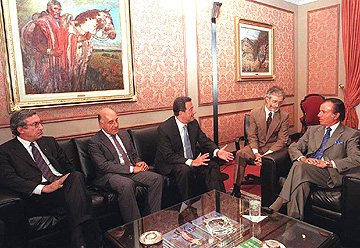
Fantozzi con il presidente dell'Argentina Carlos Saúl Menem presso la Quinta de Olivos nel 1997

In occasione delle elezioni politiche del 1994 si candida con il Patto per l'Italia di Mario Segni (Patto Segni) e Mino Martinazzoli (Partito Popolare Italiano) contribuendo in modo determinante alla stesura del programma economico della coalizione di centro. Tuttavia non risulta eletto.
Dal 17 gennaio 1995 al 17 maggio 1996 è Ministro delle finanze del governo Dini e, dal 12 gennaio al 16 febbraio 1996 è anche Ministro del bilancio e della programmazione economica ad interim.
Alle elezioni politiche del 1996 si schiera al fianco di Lamberto Dini e viene eletto deputato con il centro-sinistra aderendo al gruppo di Rinnovamento Italiano.
Dal 17 maggio 1996 al 21 ottobre 1998 è stato Ministro del commercio con l'estero del primo governo Prodi. È stato, inoltre, Presidente della 5ª Commissione Bilancio della Camera dei deputati durante la XIII legislatura della Repubblica.
Nel 1999 abbandona Rinnovamento Italiano e aderisce a I Democratici, il partito di Romano Prodi e Arturo Parisi, ma rimanendo nell'ambito del centro-sinistra.
Alle elezioni politiche del 2001 si ricandida alla Camera nel collegio elettorale di Roma - Della Vittoria, ma viene sconfitto dal candidato della Casa delle Libertà, Gianfranco Fini.
Il 29 agosto 2008 diventa, su indicazione del quarto governo Berlusconi, commissario straordinario di Alitalia – Linee Aeree Italiane, incarico dal quale si dimette il 19 luglio 2011, ritenendo che fosse venuta meno la fiducia dello stesso governo nei suoi confronti.